# Sundby Tennisklub
Sundby Tennisklub (eller ST, Sundby TK) er en dansk tennisklub beliggende på Amager i København, som blev stiftet den 28. april 1937. Idrætsforeningens klubhus og anlæg, bestående af 5 grus- og 2 kunststofsbaner og 2 padel tennisbaner med  lysanlæg, er en del af Sundby Idrætspark. Klubben har i dag godt 580 medlemmer, hvoraf godt 70 er juniorer, og er medlem af lokalunionen, Københavns Tennis Union og derigennem Dansk Tennis Forbund.
Klubbens juniorafdeling arrangerer i samarbejde med Københavns Tennis Union et åbent årligt tilbagevendende indendørs soft tennis-turnering, Copenhagen Open, der rangerer som det officielle Københavnsmesterskab.

## Historie
Sundby Tennisklub startede med to grusbaner og godt 50 medlemmer i 1937, som de næste 40 år voksede til fire baner og godt 200 medlemmer. I 1977 byggede Københavns Idrætsanlæg tre kunststofsbaner med tilhørende lysanlæg som erstatning for tre grusbaner, som var i dårlig forfatning. Banerne stod færdige i 1978 og forlængede tennis-sæsonen med to måneder – fra april til oktober/november. Trods utallige henvendelser til Københavns Idrætsanlæg siden midten af 1970'erne, indviede foreningen først sit reelle klubhus med køkken i 1992, som førhen bestod af et halvtag til læ i tilfælde af regn. Foreningens medlemsantal blev mere end fordoblet i 1980'erne og 1990'erne til godt 500 seniorer og 100 juniorer, hvilket var det højeste i klubbens historie. I 1996 blev klubbens anlæg således udvidet med yderligere to grusbaner beliggende i forlængelse af Sundby Idrætsparks hal 3. I 2010 blev store dele af hegnet omkring anlægget udskiftet, og de tre kunststofbaner blev udskiftet med tre kunstgræsbaner, som også kan benyttes af fodboldspillere i vintersæsonen.
Siden omkring midten af 1990'erne har tennissporten oplevet en tilbagegang over hele landet, hvilket har påvirket STs medlemstal. Klubben havde pr. 1. januar 2011 335 medlemmer. I løbet af 1990'erne startede klubben sin egen sommerturnering for seniorer og juniorer, Amager Open, som var succesfuld i dens første leveår, men grundet for få tilmeldinger måtte turneringen lukke.
Indtil videre ligger klubbens bedste resultater tilbage i 1970'erne og 1990'erne, hvor STs bedste hold spillede en række år i 3. division udendørs samt 2. division. Siden slutningen af 1990'erne har foreningens juniorafdeling haft flere Københavnsmestre i både inden- og udendørs samt en enkelt Danmarksmester i minitennis.